# Les Ballets Persans
Les Ballets Persans (persiska: سازمان باله ایران) är en dansensemble registrerad som ideell förening i Sverige som efterträdare till den upplösta Iranska nationalbaletten (Iranian National Ballet Company). Les Ballets Persans grundades av den svensk-iranska dansaren, koreografen och dansforskaren Nima Kiann och är en internationellt turnerande ensemble med en repertoar baserad på det persiska kulturarvet.
Projektet att återskapa den upplösta Iranska nationalbaletten introducerades under 1998 av Nima Kiann och tog fem år att förverkliga. Dansensemblens världspremiär ägde rum på Cirkus, Kungliga Djurgården den 7 oktober 2002 och engagerade mer än 100 personer från 22 länder. Det har nämnts som det största iranska individuella konstnärliga projekt som någonsin har genomförts utanför landet.
Les Ballets Persans är känd även som Persiska baletten och The New Iranian National Ballet. Dess franska namn kom till för att den först skulle etableras i Frankrike och för att den hade Ryska baletten och Svenska baletten som förebild. Dessa baletter verkade i exil, representerade sin ursprungskultur och bidrog till utvecklingen av danskonsten i sina respektive hemländer. Utöver produktionsverksamhet driver Les Ballets Persans även ett forum för forskning inom den österländska baletten och danskonsten.
Nima Kiann har sedan etableringen av Les Ballets Persans, initierat samarbeten med flera nationalbaletter och berömda konstnärer i Centralasien och i före detta sovjetstater. Ensemblen har inom ramen för dessa samarbeten för första gången efter Sovjetunionens fall introducerat balettverk, balettkonstnärer och nationalbaletter från Azerbajdzjan, Kirgizistan och Tadzjikistan i Västvärlden.